# لوليتا (مغنية)
لوليتا (بالإيطالية: Lolita)‏ هي مغنية إيطالية، ولدت في 1951 في كاستانيارو في إيطاليا، وتوفيت في 27 أبريل 1986 في لاميتسيا تيرمي في إيطاليا.

## وصلات خارجية
- لوليتا على موقع ميوزك برينز (الإنجليزية)
- لوليتا على موقع ديسكوغز (الإنجليزية)